# Михайловский сельский совет (Нововоронцовский район)
Михайловский сельский совет (укр. Михайлівська сільська рада) — входит в состав
Нижнесерогозского района
Херсонской области
Украины.
Административный центр сельского совета находится в 
с. Михайловка
.

## История
- 1978 — дата образования.

## Населённые пункты совета
- с. Михайловка